# 石井肇
石井 肇（いしい はじめ、1959年5月26日 - ）は神奈川県出身の元サッカー選手、サッカー指導者。

## 来歴
日本大学高校から日本大学へ進み、1982年に日産自動車サッカー部へ入部した。選手時代のポジションはディフェンダー。JSL1部における試合出場は8試合にとどまった。
1988年に徳島県リーグの大塚製薬サッカー部へコーチ兼選手として移籍し、チームの四国リーグ、そして日本サッカーリーグ2部への昇格に貢献。1991年にコーチ専任となり、1993年には監督に就任。1995年、S級ライセンスを取得し、翌年には総監督に就任した。
1997年にジャパンフットボールリーグのコンサドーレ札幌にヘッドコーチとして招かれた。1998年10月、ウーゴ・フェルナンデス監督が解任されると、その後任として石井が監督に昇格した。翌年、前サッカー日本代表監督の岡田武史を新監督として招聘することに成功したため監督を退任したが、ヘッドコーチとして残留した。
その後、チーム統括部長など役職を歴任したのち、ベガルタ仙台チーム統括部長に就任する。2003年9月、ベガルタ仙台の清水秀彦監督が成績不振のため解任された。後任は前名古屋グランパスエイト監督のズデンコ・ベルデニックの就任が固まっていたが、契約の関係などもあり石井自身が約3年ぶりに1試合だけ采配を執った。
2005年から2008年までジュビロ磐田の補強スカウトを担当。2009年より横浜F・マリノスのテクニカルディレクター就任。その後もマリノスで強化部部長、強化部スカウト担当部長を歴任した。2014年からはモンテディオ山形のテクニカルダイレクターとして活動。初年度でJ1昇格、天皇杯準優勝を経験。2017年7月からは中国サッカー・乙級リーグの上海聚运动の監督 に就任し、シーズン最後の3試合で連勝し逆転残留を決めた。2018年からは女子サッカーチームノルディーア北海道GM に就任し、北海道教育大学岩見沢校 非常勤講師としても活動している。

## 所属クラブ
- 日本大学高等学校
- 日本大学
- 1982年 - 1988年  日産自動車サッカー部
- 1988年 - 1991年  大塚製薬サッカー部

## 個人成績
| 国内大会個人成績 | 国内大会個人成績 | 国内大会個人成績 | 国内大会個人成績 | 国内大会個人成績 | 国内大会個人成績 | 国内大会個人成績 | 国内大会個人成績 | 国内大会個人成績 | 国内大会個人成績 | 国内大会個人成績 | 国内大会個人成績 |
| 年度             | クラブ           | 背番号           | リーグ           | リーグ戦         | リーグ戦         | リーグ杯         | リーグ杯         | オープン杯       | オープン杯       | 期間通算         | 期間通算         |
| 年度             | クラブ           | 背番号           | リーグ           | 出場             | 得点             | 出場             | 得点             | 出場             | 得点             | 出場             | 得点             |
| 日本             | 日本             | 日本             | 日本             | リーグ戦         | リーグ戦         | JSL杯            | JSL杯            | 天皇杯           | 天皇杯           | 期間通算         | 期間通算         |
| ---------------- | ---------------- | ---------------- | ---------------- | ---------------- | ---------------- | ---------------- | ---------------- | ---------------- | ---------------- | ---------------- | ---------------- |
| 1982             | 日産             |                  | JSL1部           |                  |                  |                  |                  |                  |                  |                  |                  |
| 1983             | 日産             |                  | JSL1部           |                  |                  |                  |                  |                  |                  |                  |                  |
| 1984             | 日産             |                  | JSL1部           |                  |                  |                  |                  |                  |                  |                  |                  |
| 1985             | 日産             |                  | JSL1部           |                  |                  |                  |                  |                  |                  |                  |                  |
| 1986-87          | 日産             |                  | JSL1部           |                  |                  |                  |                  |                  |                  |                  |                  |
| 1987-88          | 日産             |                  | JSL1部           |                  |                  |                  |                  |                  |                  |                  |                  |
| 1988             | 大塚             |                  | 徳島県1部        |                  |                  | -                | -                | -                | -                |                  |                  |
| 1989             | 大塚             |                  | 四国             |                  |                  | -                | -                |                  |                  |                  |                  |
| 1990-91          | 大塚             | 23               | JSL2部           | 22               | 1                | 1                | 0                | -                | -                | 23               | 1                |
| 通算             | 日本             | 日本             | JSL1部           | 8                | 0                |                  |                  |                  |                  |                  |                  |
| 通算             | 日本             | 日本             | JSL2部           | 22               | 1                | 1                | 0                | -                | -                | 23               | 1                |
| 通算             | 日本             | 日本             | 四国             |                  |                  | -                | -                |                  |                  |                  |                  |
| 通算             | 日本             | 日本             | 徳島県1部        |                  |                  | -                | -                |                  |                  |                  |                  |
| 総通算           |                  |                  |                  |                  |                  |                  |                  |                  |                  |                  |                  |

- JSL（2部）初得点：1990年10月3日 対富士通戦 (大塚製薬グラウンド)

## 指導歴
- 1988年 - 1992年 大塚製薬：コーチ
- 1993年 - 1995年 大塚製薬：監督
- 1996年 大塚製薬：総監督
- 1997年 - 1998年10月 コンサドーレ札幌：ヘッドコーチ
- 1998年10月 - 12月 コンサドーレ札幌：監督
- 1999年 コンサドーレ札幌：ヘッドコーチ
- 2000年 - 2002年 コンサドーレ札幌：統括部長
- 2003年 - 2004年 ベガルタ仙台：統括部長
- 2003年9月 ベガルタ仙台：監督代行
- 2005年 - 2007年 ジュビロ磐田：強化担当兼スカウト
- 2008年 ジュビロ磐田：強化担当兼チーフスカウト
- 2009年 横浜F・マリノス：テクニカルディレクター
- 2010年 横浜F・マリノス：チーム統括本部チーム強化部部長
- 2013年 横浜F・マリノス：チーム統括本部チーム強化部スカウト担当部長
- 2014年 - 2015年 モンテディオ山形：テクニカルダイレクター
- 2016年 モンテディオ山形：強化部部長テクニカルダイレクター
- 2017年7月 上海聚运动：監督
- 2018年 - 2019年 ノルディーア北海道：GM兼総監督
- 2020年 - ノルディーア北海道：監督

## 監督成績
| 年度 | クラブ | 所属  | リーグ戦 | リーグ戦 | リーグ戦 | リーグ戦 | リーグ戦 | リーグ戦 | カップ戦   | カップ戦 |
| 年度 | クラブ | 所属  | 順位     | 勝点     | 試合     | 勝       | 分       | 敗       | ナビスコ杯 | 天皇杯   |
| ---- | ------ | ----- | -------- | -------- | -------- | -------- | -------- | -------- | ---------- | -------- |
| 1993 | 大塚   | 旧J1  | 4位      | -        | 18       | 10       | -        | 8        | -          | 1回戦    |
| 1994 | 大塚   | 旧JFL | 6位      | -        | 30       | 18       | -        | 12       | -          | 2回戦    |
| 1995 | 大塚   | 旧JFL | 5位      | 57       | 30       | 19       | -        | 11       | -          | 1回戦    |
| 1998 | 札幌   | J     | -        |          | 6        | 3        | -        | 3        | -          | 4回戦    |
| 2003 | 仙台   | J1    | -        | 1        | 1        | 0        | 1        | 0        | -          | -        |

- 1998年は、ウーゴ・フェルナンデス監督が解任。その後任として、12節よりヘッドコーチから昇格した。
- 2003年は、清水秀彦監督が成績不振のため解任されたため、1試合のみ指揮。その後、前名古屋監督のズデンコ・ベルデニックが就任した。